# Taro und Jiro in der Antarktis
Taro und Jiro in der Antarktis (jap. 南極物語, Nankyoku Monogatari, dt. „Südpol-Erzählung“, englischer Filmtitel Antarctica) ist ein japanischer Film aus dem Jahr 1983, der auf einer wahren Begebenheit basiert. Regie bei dem preisgekrönten und in Japan kommerziell sehr erfolgreichen Abenteuerfilm führte Koreyoshi Kurahara. Die Hauptrolle spielte Ken Takakura.

## Handlung
Im Februar 1958 macht sich eine Gruppe japanischer Wissenschaftler mit dem Eisbrecher Sōya auf zu einer Expedition in der Antarktis. Sie sollen die erste, aus elf Männern bestehende Expeditionsgruppe in der Shouwa-Basis ablösen. Wegen schlechter Wetterbedingungen kann die zweite Gruppe jedoch nicht nahe genug an die Shouwa-Basis gelangen und dringt nicht weiter vor. Die erste Gruppe muss mit einem Hubschrauber ausgeflogen werden. Dabei lässt man 15 Schlittenhunde, die im Film als Sakhalin-Huskies bezeichnet werden, angekettet zurück, mit dem Willen, möglichst bald wieder zur Basis und zu den Hunden zurückkehren, was wegen Treibstoffmangels jedoch nicht möglich ist. Die Expeditionsgruppe sorgt sich um die Hunde, da es an der Basis extrem kalt ist und die Nahrungsvorräte nur für eine Woche reichen.
Acht Hunde können sich losketten und wandern ins Freie, wo sechs der Hunde sterben. Die beiden Brüder Taro und Jiro, die im Gegensatz zu den anderen 13 Hunden in der Antarktis geboren wurden, überleben.
Im Januar 1959 reist eine dritte Gruppe zur Basis, um die Hunde zu beerdigen, und wird dort von den zwei überlebenden Taro und Jiro empfangen.

## Veröffentlichungen
Der Film, der in einem Zeitraum von drei Jahren im Norden Hokkaidōs gedreht wurde, kam am 23. Juli 1983 in die japanischen Kinos, wo er 5,9 Milliarden Yen netto einspielte und damit zu einem riesigen kommerziellen Erfolg wurde. Nach E. T. – Der Außerirdische war Taro und Jiro in der Antarktis in Japan der erfolgreichste Film des Jahres 1983. Außerhalb Japans konnte der Film den Erfolg nicht wiederholen. Er erschien in den 2000ern in Japan und Hongkong auf DVD.

## Rezeption
Der Großteil der Kritiker nahm den Film positiv auf. Vor allem die Kameraführung von Akira Shiizuka, die Musik von Vangelis und die Warmherzigkeit der Geschichte wurden gelobt.
Lawrence van Gelder schrieb in der New York Times vom 30. März 1984: „Manche Kinder könnten auf die von Entbehrungen erzählende Geschichte des Films und seine bepelzten Helden ansprechen. Manche Erwachsene könnten große Genugtuung aus der bloßen Schönheit der Szenerie ziehen. Aber hinter den Gefühlen und der Szenerie liegt ein oberflächlicher Film.“ (Some children may be responsive to the movie's tale of hardship and to its furry heroes. Some adults may derive much satisfaction from the sheer prettiness of the scenery. But beneath the sentiment and the scenery lies a shallow movie.)

## Auszeichnungen
Bei der Verleihung der Japanese Academy Awards 1984 wurden die beiden Schlittenhunde Taro und Jiro als Populärste Darsteller ausgezeichnet. Der Film war zudem in den Kategorien Bester Film, Beste Kamera, Beste Musik und Beste Beleuchtung, musste sich aber in allen Kategorien anderen Filmen geschlagen geben. Beim Mainichi-Filmwettbewerb gewann der Film den Publikumspreis und in der Kategorie Beste Kamera.
Taro und Jiro in der Antarktis lief 1984 im Wettbewerb der Internationalen Filmfestspiele Berlin um den Goldenen Bären, konnte sich aber nicht gegen John Cassavetes’ Love Streams durchsetzen.
Der Film war Japans Einsendung für eine Nominierung in der Kategorie Bester ausländischer Film bei der Oscarverleihung 1984, wurde aber weder nominiert noch ausgezeichnet.

## Neuverfilmung
2006 veröffentlichte man unter dem Titel Antarctica – Gefangen im Eis (Originaltitel: Eight Below) eine US-amerikanische Neuverfilmung von Taro und Jiro in der Antarktis. Von Walt Disney Pictures mit einem Budget von 40 Millionen US-Dollar produziert, spielte der Film in den USA 81,7 Millionen US-Dollar ein. Die Handlung wurde ins Jahr 1993 verlegt und anstatt einer japanischen Gruppe von Wissenschaftlern waren es in der Neuverfilmung US-Amerikaner. Die Hauptrolle spielte Paul Walker, Regie führte Frank Marshall.
2011 wurde zum 60-Jahre-Jubiläum des japanischen TV-Senders TBS die Geschichte als Dorama unter den Namen Nankyoku Tairiku ~Kami no Ryouiki ni Idomunda Otoko to Inu no Monogatari~ (Antarctica ~Die Geschichte von Hunden und Männern, welche die Heimat der Götter herausfordern~) neu verfilmt. Es ist die teuerste Produktion des japanischen TV-Senders.